# Яффе, Дэвид
Дэвид Яффе (англ. David Jaffe; род. 13 апреля 1971) — американский геймдизайнер, геймдиректор, продюсер и сценарист. Наиболее известен как автор God of War и серии Twisted Metal. Две его игры попали в список лучших 25 игр для PlayStation 2 за всё время по версии IGN. Twisted Metal: Black заняла девятое место, а God of War получила первое место.

## Биография
Дэвид Яффе родился в 1971 в Бирмингеме, штат Алабама. Учился в средней школе города Маунтин Брук, расположенного в пригороде Бирмингема. После окончания школы Яффе планировал стать кинорежиссёром и ради этого переехал в Лос-Анджелес, где окончил Университет Южной Калифорнии.
После университета устроился тестировщиком игр в Sony. Первой игрой, в которой Яффе выступил в качестве дизайнера, стала вышедшая в 1994 году Mickey Mania: The Timeless Adventures of Mickey Mouse. Впечатлённые успехом игры, Sony наняли его в качестве геймдизайнера.
Яффе встретился с представителями компании Evans & Sutherland из Солт-Лейк-Сити, которые разрабатывали собственный 3D-движок и хотели создать трёхмерную игру. После обсуждения Яффе и часть разработчиков Evans & Sutherland основали компанию SingleTrac, которая за время своего существования с 1995 по 2000 годы выпустила 10 игр, включая серии игр Twisted Metal и Jet Moto.
В 2000 году часть бывших разработчиков из SingleTrac, включая Яффе, основали компанию Incognito Entertainment, в которой Яффе продолжил заниматься серией Twisted Metal, создав игры Twisted Metal: Black и Twisted Metal: Head-On.
Следующим большим успехом стала вышедшая в 2005 году игра God of War для PlayStation 2, за которую Яффе получил награду Spike Video Game Awards в номинации «геймдизайнер года». В 2007 году вышла вторая часть God of War, в разработке которой он выступил в качестве креативного директора. За God of War II Яффе был удостоен премии BAFTA в номинации «сюжет и персонажи».
В 2007 году Яффе вместе с соавтором Twisted Metal Скоттом Кемпбеллом и разработчиком Джином Дейвисом основал компанию Eat Sleep Play. Первым проектом компании стала игра Calling All Cars!, а в 2010 году на E3 Яффе и Кемпбелл представили следующий проект — новый Twisted Metal. Игра вышла в феврале 2012 года и получила высокие оценки критиков. Яффе покинул Eat Sleep Play в 2012 году из-за творческих разногласий.
В 2014 году стало известно, что Яффе со своей новой компанией The Bartlet Jones Supernatural Detective Agency разрабатывает игру Drawn to Death, графика которой стилизована под рисунки в школьной тетради. Игра вышла для PlayStation 4 в 2017 году и получила смешанные отзывы игровой прессы.

## Игры
| Год  | Название             | Роль                                            |
| ---- | -------------------- | ----------------------------------------------- |
| 1993 | Cliffhanger          | тестировщик                                     |
| 1993 | Skyblazer            | тестировщик                                     |
| 1994 | Mickey Mania         | геймдизайнер                                    |
| 1995 | Twisted Metal        | геймдизайнер                                    |
| 1996 | Twisted Metal 2      | геймдиректор, геймдизайнер, продюсер, сценарист |
| 2001 | Twisted Metal: Black | геймдиректор, геймдизайнер                      |
| 2001 | Kinetica             | геймдизайнер                                    |
| 2005 | God of War           | геймдиректор, геймдизайнер, сценарист           |
| 2007 | God of War II        | креативный директор                             |
| 2007 | Calling All Cars!    | геймдиректор                                    |
| 2012 | Twisted Metal        | геймдиректор, геймдизайнер                      |
| 2017 | Drawn to Death       | геймдиректор                                    |